# Награда по история Акуи
Историческа награда „Акуи“ е италианска награда.
Тя е създадена през 1968 г. в памет на жертвите на Тридесет и трета пехотна дивизия „Акуи“, които загиват в сраженията на гръцкия остро Кефалония (13 – 26 септември 1943 г.) във военни действия срещу нацистите през Втората световна война.
Журито се състои от 7 души: 6 професори по история и представител на група от 60 обикновени читатели (които имат само един общ глас в журитоВ. Наградата е разделена на 3 секции: история, популярна история и исторически романи. Специална награда, наречена „свидетел на времето“, се дава на отделни личности, известни със своите културни приноси и които се открояват при описанието на исторически събития и съвременното общество, може също да бъде дадена. От 2003 г. има специално признание за работата с мултимедия и иконография – „история чрез образи“.